# Société historique et culturelle du Marigot
La Société historique et culturelle du Marigot est un organisme à but non lucratif fondé en décembre 1977 et voué à la préservation du patrimoine et la valorisation de l'histoire de la Rive-Sud de Montréal. L'organisme loge dans un édifice patrimonial de Longueuil.

## Historique
L'organisme a publié une grande quantité d'études  (lien brisé) portant sur le territoire de la Rive-Sud de Montréal. Il a notamment publié, sous la plume de Michel Pratt, l'histoire officielle de Longueuil et celle de Brossard et a été le premier organisme à publier le dictionnaire historique d'une ville.
Il a contribué à l'installation d'une trentaine de plaques éducatives, placées devant des monuments et lieux patrimoniaux de Longueuil.

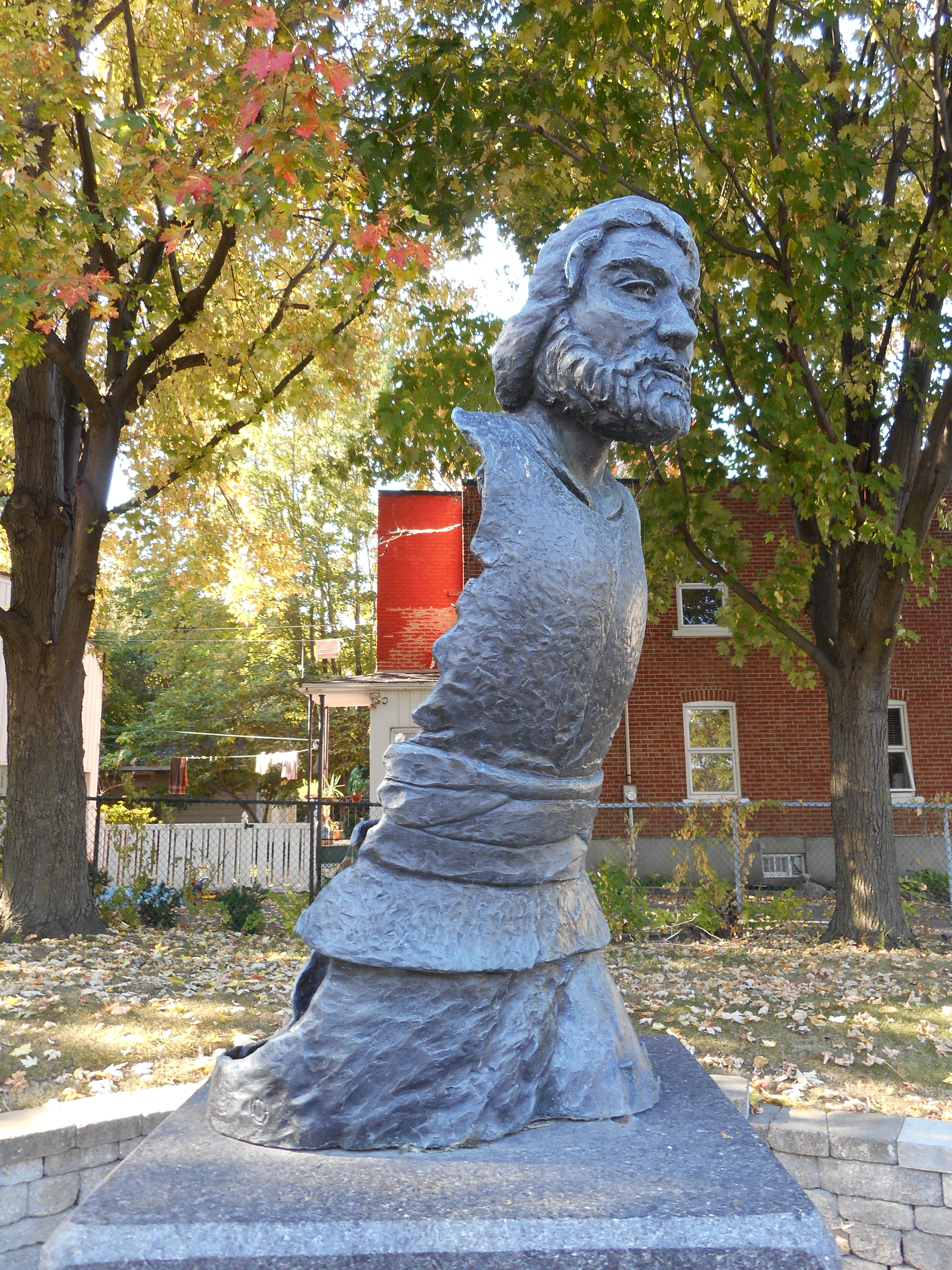
Monument en l'honneur de Charles Le Moyne

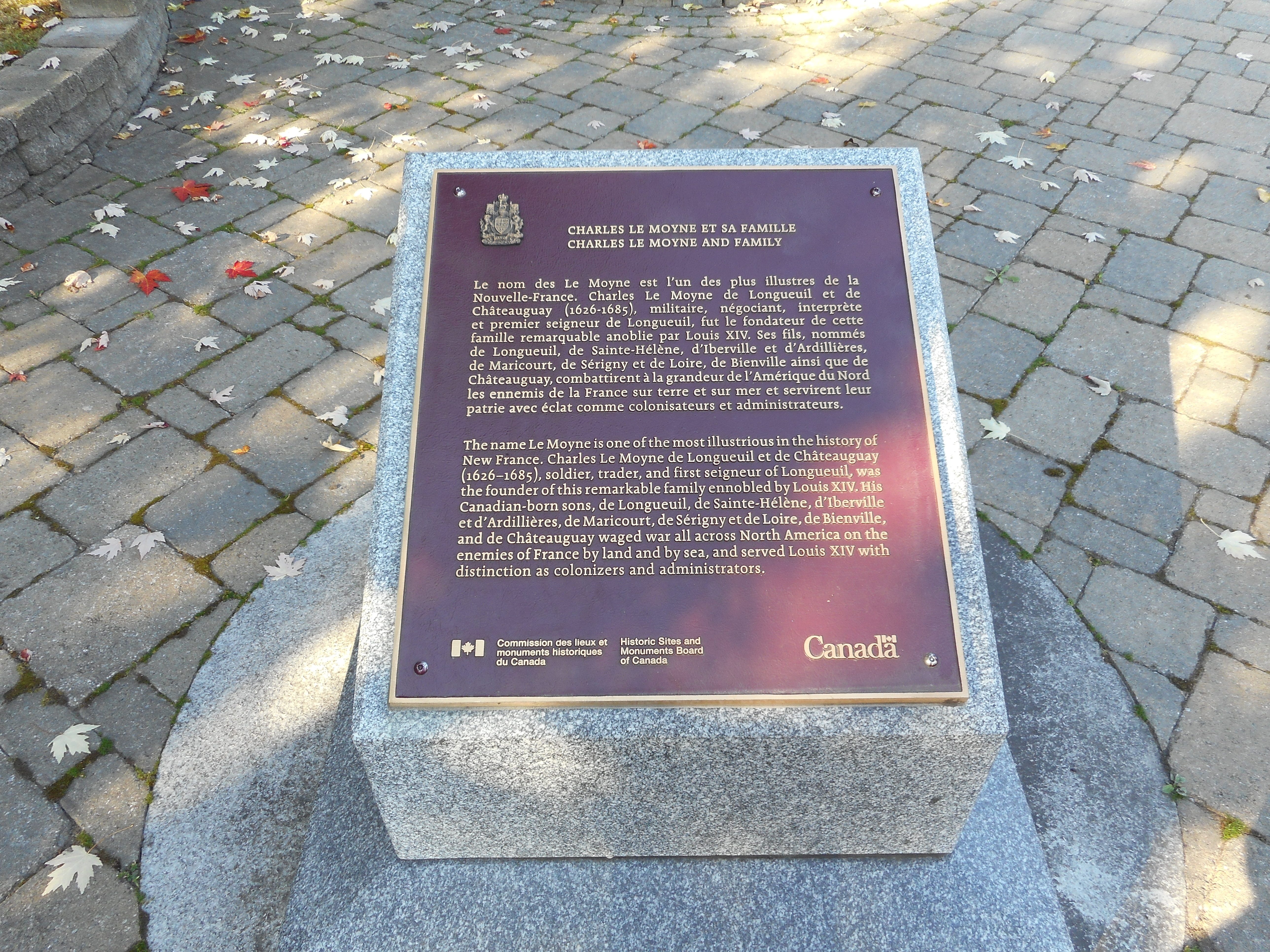
Plaque commémorative en l'honneur de Charles Le Moyne

La société d'histoire est l'initiatrice de la création d'un parc en l'honneur du fondateur de Longueuil, Charles Le Moyne, et de sa famille, comprenant un monument en bronze et une plaque commémorative.
Elle a créé sur son site internet une section sur le Site du patrimoine de Longueuil (lien brisé).
Elle a acquis plusieurs fonds d'archives privées.
La Société historique et culturelle du Marigot désigne un représentant au sein du Comité de toponymie de Longueuil.
| Année     | Président                |
| --------- | ------------------------ |
| 1977-1978 | Charles-Édouard Millette |
| 1978-1980 | François Matte           |
| 1980-1982 | Lucille Nadeau           |
| 1982-1998 | Annette Racicot Laramée  |
| 1998-2015 | Michel Pratt             |
| 2015-2022 | Louise Levac             |
| 2022-     | Michel Fragasso          |

## Prix et distinctions
- Prix Léonidas-Bélanger 2002 pour son Atlas historique de Boucherville, Brossard, Greenfield Park, LeMoyne, Longueuil, Saint-Bruno-de-Montarville et Saint-Lambert écrit par Michel Pratt[7]
- Prix Léonidas-Bélanger 2005 pour son site web sur le Site du patrimoine de Longueuil[8]L'ancien logo de la Société historique du Marigot (jusqu'en avril 2016)[9].

L'ancien logo de la Société historique du Marigot (jusqu'en avril 2016).

- Prix Rodolphe-Fournier 2006 pour son CD Longueuil sous le Régime français[10]
- Prix Cyprien-Tanguay 2006 pour son CD Longueuil sous le Régime français[11]
- Prix du Gala de la culture de Longueuil 2007, catégorie Patrimoine pour la conception de plaques didactiques[12]
- Prix du Gala de la culture de Longueuil 2009, catégorie Patrimoine pour le livre Longueuil 1657-2007, écrit par Michel Pratt[13]
- Prix Distinction du Gala de la culture de Longueuil 2011 pour Longueuil 3D en 1930: le voyage du dirigeable R-100[14]
- Le prix du bénévolat Honorius-Provost de la Fédération Histoire Québec, édition 2005, a été remporté par Michel Pratt président de la Société historique et culturelle du Marigot de 1998 à 2015 et ce prix a été remporté le 29 mai 2021 par Madame Louise Levac présidente de la Société Historique et culturelle du Marigot de 2015 à 2022.